# Færøernes folkekirke
Færøernes folkekirke, Fólkakirkjan í Føroyum, blev grundlagt den 29. juli 2007, efter at den danske folkekirke overlod den til det færøske hjemmestyre. Før 2007 var Fólkakirkjan et selvstændigt stift under den danske folkekirke. 
Den færøske folkekirke er som den danske en luthersk-evangelisk kirke, og ca. 80 % (40.000) af færingerne er medlemmer af den. I 2003 foretog Fólkakirkjan (74%) 170 vielser. Religionen er en vigtig del af det færøske samfund – mere end i andre europæiske regioner. 

## Struktur
Lagmanden er den færøske folkekirkes overhoved, og folkekirken hører under det færøske kulturdirektorat. Færøernes biskop var indtil 25. november 2007 Hans Jacob Joensen. D. 3. oktober 2007 blev den selvstændige færøske folkekirkes første biskop, Jógvan Fríðriksson, valgt.
Folkekirken er inddelt i seks regioner og 14 pastorater (prestagjøld) med 22 præster, som arbejder i 58 menigheder, der hver vælger deres eget menighedsråd. Da præsterne ikke om søndagen kan være i alle kirker, forrettes en del gudstjenester af en lægmand, der læser op af den officielle prædikebog, som er skrevet af Jákup Dahl.

## Færøernes kirkehistorie
Efter at Færøerne blev kristnet i 999 af Sigmundur Brestisson, blev den katolske kirke etableret på øerne i 1035. I 1100 blev det færøske bispedømme med sæde i Kirkjubøur indrettet. Først hørte sædet under bispedømmet Bremen, men i 1104 overgik det til Lund, hvorfra det i 1152 gik videre til Nidaros i (Trondhjem). En af de mest kendte biskopper i den færøske historie var biskop Erlendur af Færøerne, der i år 1300 lod opføre Magnuskatedralen i Kirkjubøur, der også i nutiden er et af Færøernes betydeligste fortidsminder. Katedralen blev sandsynligvis aldrig færdigbygget, og i stedet for tjente St. Olav kirken i samme bygd som bispesæde.
Reformationen i 1538 betød ikke kun enden for det katolske bispedømme, men også indførelsen af dansk som administrations- og kirkesprog. Samtidig overgik den katolske kirkes jordbesiddelser (ca. 40 % af hele den opdyrkede jord) til kongen. Den såkaldte kongsjord tilhører i dag det færøske hjemmestyre, som forpagter jorden ud til landmændene. Fra 1539 til 1557 eksisterede det færøske evangelisk-lutherske bispedømme, men det kom derefter under bispedømmet Bjørgvin (Bergen) i Norge. I 1709 kom provstiet under bispedømmet Sjælland. I perioden fra 1720 til 1775 hørte det under Islands stift og hørte derefter igen til Sjælland indtil 1990.
I 1939 ændredes kirkesproget fra dansk til færøsk, og den færøske teolog Kristian Osvald Viderø færdiggjorde i 1961 arbejdet med at oversætte bibelen til færøsk, hvilket arbejde præsten Jákup Dahl havde påbegyndt i perioden 1921 til 1937.
I 1963 blev provsten på Færøerne forfremmet til stedfortrædende biskop. I 1977 blev den første kvinde præsteviet, og i 1990 fik Færøerne igen sit eget stift, hvorved Torshavn Kirke blev en domkirke og sæde for biskoppen.
Indtil 2007 betalte den danske stat årligt 13 mio. kroner til folkekirken på Færøerne. Efter folkekirkens overgivelse til det færøske hjemmestyre den 29. juli 2007 betales udgifterne af de færøske skatteborgere. 

## Galleri
- Den nationale vækkelse på Færøerne
- Tróndur í Gøtu værger sig imod Sigmundur Brestissons indføren kristendommen i 999.
- Gøtas nye kirke i Gøtugjógv
- Porkeri Kirke